# Aleurodiscus croceus
Aleurodiscus croceus är en svampart som beskrevs av Pat. 1893. Aleurodiscus croceus ingår i släktet Aleurodiscus och familjen Stereaceae.   Inga underarter finns listade i Catalogue of Life.